# East Bergholt
East Bergholt ist eine Gemeinde (civil parish) im District Babergh in der Grafschaft Suffolk in England, direkt nördlich der Grenze zu Essex.

## Ort
East Bergholt liegt im Tal des Flusses Stour, dem Stour Valley. Die nächstgelegene Stadt ist Manningtree, Essex. Die nächste Bahnstation befindet sich ebenfalls dort. Der Ort liegt 10 Meilen (16 km) nördlich von Colchester und ca. 8 Meilen (13 km) südlich von Ipswich.

## Sehenswürdigkeiten
- Kirche St. Mary the Virgin mit einem besonderen Glockenstuhl. Die Glocken sind ungewöhnlich montiert, sie sind nicht wie allgemein üblich hängend an einem Joch, sondern stehend an ihrer Krone befestigt.[2] Sie werden von neben den Glocken stehenden Personen betätigt.
Die fünf Glocken (A, G, F#, E, und D) wiegen zusammen 4¼ Tonnen.

St. Mary the Virgin
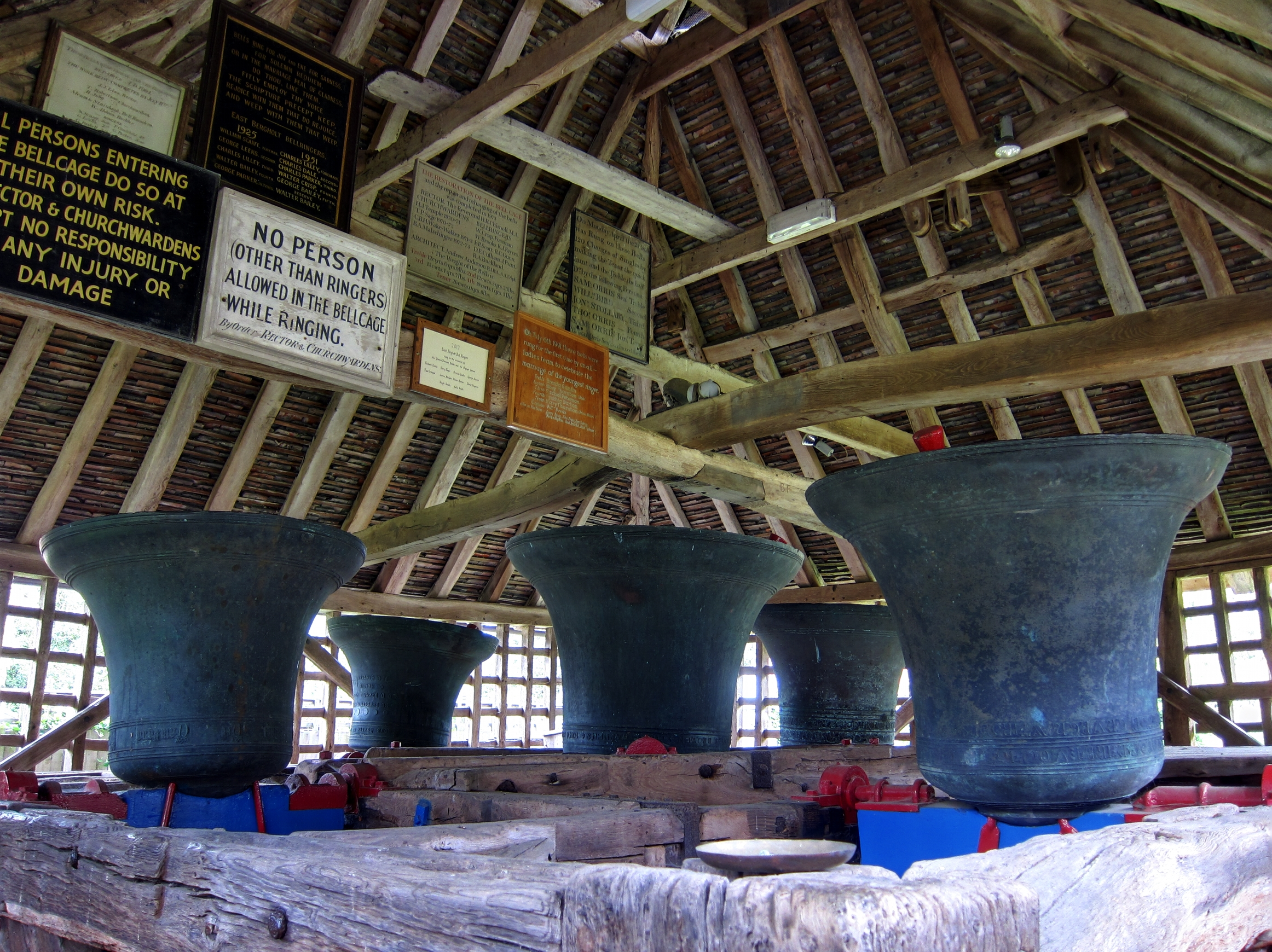
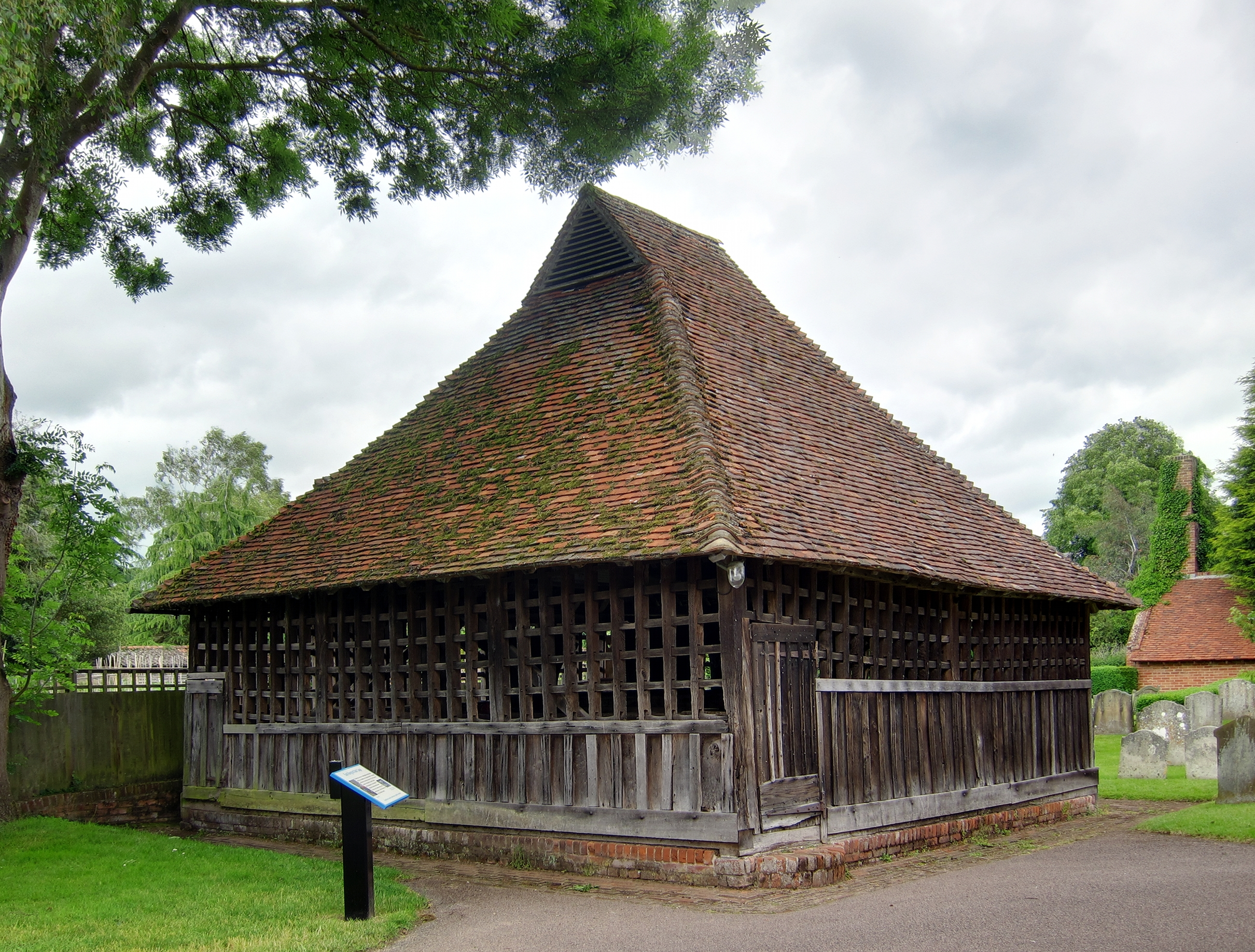
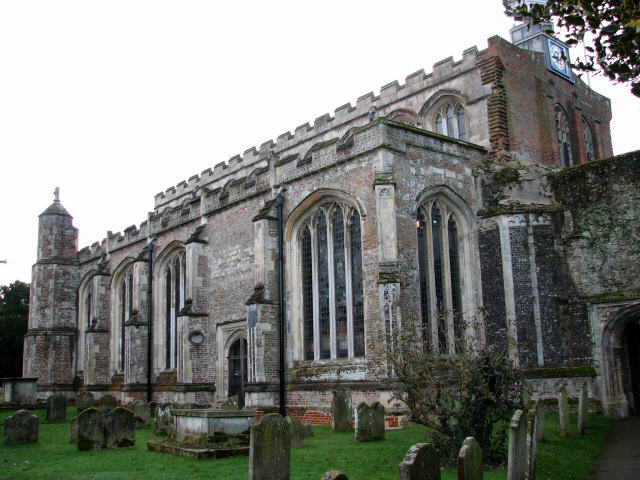

## Städtepartnerschaften
East Bergholt pflegt partnerschaftliche Beziehungen zu Barbizon in Frankreich.

## Persönlichkeiten
- John Constable (1776–1837), Landschaftsmaler. Constable wurde in East Bergholt geboren. Viele seiner Bilder entstanden im „Constable Country“, dem Umland am Stour, etwa von der Dedham Mill, deren Besitzer sein Vater Golding Constable war.